# سيف الشيش (مبارزة)

سيف الشيش أو المِغْوَل هو أحد أنواع الأسلحة المستخدمة في المبارزة. ويعد سيف الشيش هو الأكثر استخدامًا في المنافسة، وعادة ما يكون هو الخيار المناسب للصفوف الأولى في التدريب على رياضة المبارزة عمومًا.

## التأثيل
الشيش كلمة ذات أصل تركي وتعني الحربة والسفود.

## المكونات
هناك نوعان من سيوف الشيش يُستخدمان في يومنا هذا، وهما: سيف الشيش غير الكهربي المعروف باسم الشيش «البخاري» أو «الجاف»، وسيف الشيش الكهربي. والمكونات المشتركة في جميع الأنواع هي الرمانة ومقبض السيف والقبضة ووسادة الإبهام والنصل.
يحتوي سيف الشيش غير الكهربي على نهاية مثلمة، وعادة ما تُنتج عن طريق طي قمة النصل، وتُتوج بكتلة بلاستيكية أو مطاطية. وفي المقام الأول يستخدم سيف الشيش غير الكهربي للتدريب، على الرغم من أن بعض المنظمات لا تستخدم سيوف مبارزة غير كهربية في المنافسات. يطلب الاتحاد الدولي للمبارزة ومعظم المنظمات الدولية أجهزة تسجيل نقاط كهربية في البطولات، على الرغم من أن بعض البطولات يُحكم فيها بالعين فقط، أي بطولات يتم تسجيل النقاط فيها بأساليب غير كهربية.

## معلومات تاريخية

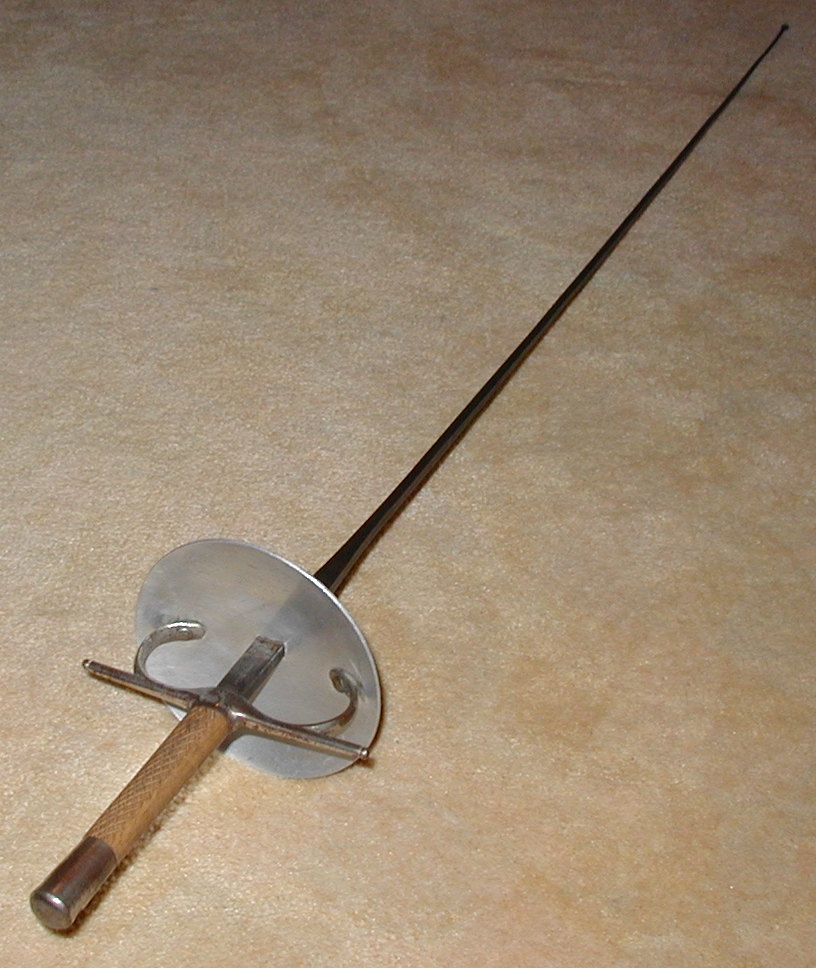
سيف شيش ذو مقبض إيطالي. ولا يزال مستخدمًا على أنه سلاح التعليم الأولي في إيطاليا والعديد من الدول التي تتبع المنهج الإيطالي. بينما لا يزال يستخدمه العديد من المبارزين التقليديين والمبارزين الرياضيين الأكثر قدرة على المنافسة، بما في ذلك الإيطاليون الذين استبدلوا المقبض الإيطالي بالمقبض التشريحي.

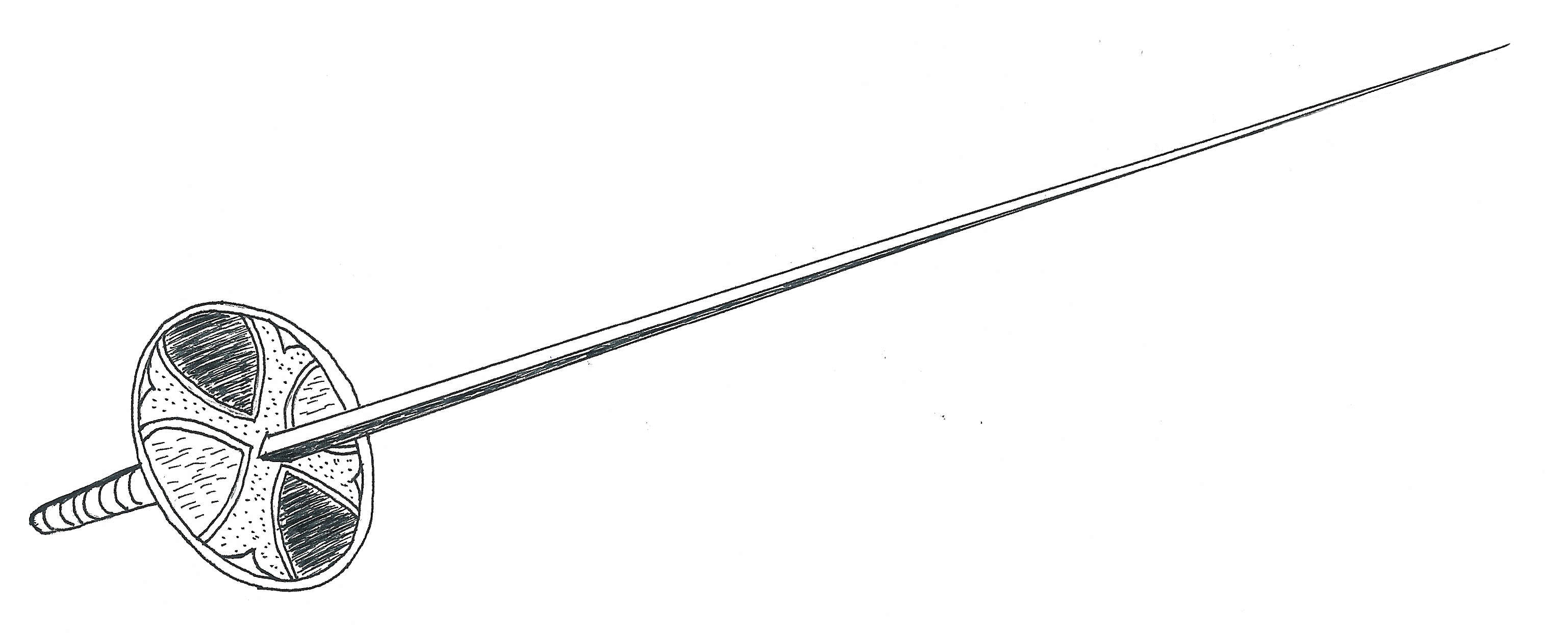
الباريسيّ هو سيف صغير مقتبس من سيف الشيش الفرنسي

تنحدر أصول سيف الشيش الحديث من سلاح السيف الصغير التدريبي والأسلحة الشخصية الشائعة في القرن الثامن عشر.
ومن المعروف أيضًا أنه يتم استخدام سيف ذي حدين وحتى السيف الطويل، ولكنهما يختلفان تمامًا من حيث الوزن والاستخدام.

في منتصف القرن الثامن عشر، تم اختراع سيف الشيش في فرنسا على أنه سلاح تدريب ولممارسة المبارزة السريعة والممتازة. قام المبارزون بثلم النقطة المستدقة في طرف السيف من خلال تتويج الشفرة أو قفل المقبض عند النقطة المستدقة («ازدهار»، الفرنسية سيف شيش). إضافة إلى التدريب، ابتعد بعض المبارزين عن الحماية واستخدموا سيف الشيش الحاد للمبارزات. وتناول الطلاب الألمان هذه الممارسة في المبارزة الأكاديمية وطوروا من طريقة الباريسيّ السيف الصغير لـStoßmensur («سلاح الهجوم»).
ويقال إن المنطقة المستهدفة لسلاح المبارزة الحديث تأتي حينما كانت المبارزة تمارس باستخدام معدات أقل حماية. وهناك عامل آخر في المنطقة المستهدفة وهو أن قواعد استخدام سيف الشيش مستمدة منذ الفترة التي كانت المبارزة حتى الموت هي القاعدة المتبعة. إذًا فالمنطقة المستهدفة المفضلة هي الجذع، حيث تتواجد الأعضاء الحيوية.

## احتساب النقاط
يتم احتساب النقاط في المبارزة بالسيوف عن طريق ضرب المنطقة المستهدفة الصالحة للمنافس مع إعطاء أولوية لخصم نقاط من منافسيه. وأي انخفاض في نقطة سيف المبارزة في حالة المبارزة الكهربية (تسمى «ضربة» أو «لمسة») ستتسبب في توقف اللعب؛ ولكن يمكن احتساب نقطة فقط في حالة وصول الضربة إلى المنطقة المستهدفة الصالحة (في المبارزة الكهربائية، المنطقة المستهدفة هي السيف المعدني والجزء الموصل للقناع). أما الضربات التي تصيب مكانًا آخر فهي ضربات «خارج الهدف». وإذا أخذت أي ضربة بعيدة عن الهدف أي أولوية، يتوقف اللعب، ويرجع كلاً من المبارزين طواعية للحكم ثم يُستأنف اللعب. عادة ما ينتهي الشوط بخمس أو خمس عشرة لمسة، ويعتمد ذلك على شكل المسابقة.

## أسلوب اللعب
مثل السيف العربي، يخضع سيف الشيش لقواعد حق المبادرة بالهجوم. وبسبب ذلك، تتكون معظم مباريات المبارزة من مبارزين يتنافسون على حق المبادرة بالهجوم. وعندما يهجم أحد المبارزين، يحاول المنافس أن يتفادى الهجوم، وإذا نجحت محاولته تُحتسب طعنة خاطئة على منافسه. ولتجنب حركة التفادي، قد يستخدم المهاجم أساليب عدة، مثل محاولات الفصل التي تختلف عن أساليب تجنب نصل الخصم.
وقد تكون المبارزة فردية (تبارز واحد) أو منافسة جماعية (تبارز ضمن فريق مكون من 4 أشخاص).

## وصلات خارجية
- FIE 2009-2010 men's rankings
- FIE 2009-2010 women's rankings